# Ninja Gaiden III: The Ancient Ship of Doom
Ninja Gaiden III: The Ancient Ship of Doom — компьютерная игра в жанре платформер, разработанная и выпущенная компанией «Tecmo» в 1991 году. В Японии известна как Ninja Ryūkenden III: Yomi no Hakobune (яп. 忍者龍剣伝III 黄泉の方船). В Северной Америке была издана в августе 1991 года для системы NES. Игра была портирована на игровую консоль Atari Lynx. Релиз для платформы Atari Lynx состоялся в Северной Америке в 1991 году, в Европе в 1993 году. Также игра была издана в составе Ninja Gaiden Trilogy для платформы SNES в Японии и Северной Америке в 1995 году. В Японии трилогия вышла под названием Ninja Ryūkenden Tomoe. Позже игра появилась в сервисе Virtual Console для платформы Wii U релиз в Северной Америке состоялся 18 февраля 2016 года, в Европе 26 ноября 2015 года; для платформы 3DS в Северной Америке 28 ноября 2013 года, в Европе — 23 января 2014 года.
События игры происходят между второй и первой частью серии, а сама игра является заключительной частью трилогии на NES. Игрок управляет персонажем Рю Хаябусой (англ. Ryu Hayabusa), который обвинён в убийстве Ирен Лью, и расследует обстоятельства её смерти. В конечном счёте он раскрывает план агента ЦРУ Фостера и другого человека Кленси, которые хотят использовать меж пространственный разрыв для создания и управления расой суперлюдей мутантов. Рю необходимо сражаться с мутантами, которые называются бионоиды. По сравнению с второй частью игры произошли изменения в геймплее. Рю может висеть на горизонтальных поверхностях, у него была уменьшена скорость падения, изменены способности прыжков, бонусы на сферах являются видимыми. Также Рю необходимо сразиться со своим клоном и с человеком по имени Клэнси (англ. H.P. Clancy), который командует военным кораблём. Клэнси мутировал, он предложил Рю создать новый мир, но Рю отказался и уничтожил Клэнси.

## Сюжет
Действие игры происходит между событиями Ninja Gaiden и Ninja Gaiden II: The Dark Sword of Chaos. Агент ЦРУ Ирен Лью (англ. Irene Lew) погибает на задании. Рю несправедливо обвиняют в убийстве. Расследование приводит его в лабораторию, которую исследовала Ирен.
В лаборатории Рю встречает незнакомца, который отправляет Рю в крепость Castle Rock. У крепости Рю встречает начальника Ирен Фостера. На распросы об Ирен он отвечает: «Я не знаю, о чём Вы говорите». Продолжая путь, Рю встречает и сражается со своим клоном. Клон сообщает, что это он убил Ирен, после чего уходит.
Рю идет дальше и встречает незнакомца, с которым он столкнулся в лаборатории. Незнакомца зовут Клэнси. Он работал вместе с Фостером над программой «Biohazard». Кленси рассказывает, что после смерти демона на развалинах крепости появился межпространственный разлом. Из него поступает неограниченная жизненная энергия. Фостер восстановил крепость и с помощью жизненной энергии создал существ — био-ноидов. Фостер управляет ими, поэтому Клэнси просит Рю остановить Фостера.
В крепости Рю встречает Фостера вместе с клоном. Фостер хочет использовать тело Рю для получения секрета клана Дракона и создать совершенного био-ноида. Появляется живая Ирен, которая тайно вместе с армией противодействовала плану Фостера. Клон превращается в био-ноида. Ирен стреляет в клона, но это не даёт никакого эффекта. Тогда Рю сражается с био-ноидом и побеждает.
Из межпространственного разлома появляется Клэнси. Он использовал Фостера, Рю и Ирен, чтобы заполучить крепость и жизненную энергию. Фостер следует в разлом за Клэнси, но энергия разрывает его на части. Рю входит в разлом и встречает там, воскрешенного и превращеного в суперсущество, Фостера. Победив Фостера, Рю находит Клэнси и узнает что крепость это гигантский боевой корабль. Клэнси планирует создать новый мир, а крепость будет источником новой жизни. Корабль взлетает и стреляет мощным энергетическим оружием. Рю выбрасывают наружу корабля, но он пробирается обратно внутрь и находит Клэнси. Он превратился в бионойда и предлагает Рю вместе уничтожить человеческую расу и создать новый мир. Рю отказывается и начинается финальная битва. Клэнси два раза эволюционирует в более мощных монстров, но Рю все равно побеждает. Рю попадает на землю к Ирен, а корабль падает и взрывается.
Крепость разрушается. Рю и Ирен стоят на вершине скалы и смотрят на восходящее солнце.

## Игровой процесс
Ninja Gaiden III: The Ancient Ship of Doom это платформер с горизонтальной прокруткой, игрок управляет персонажем Рю Хаябуса. В игре семь актов, каждый из которых делится на уровни. При этом некоторые уровни необходимо проходить, двигаясь по вертикали.
Рю может висеть на вертикальных поверхностях, отталкиваться от них и прыгать в противоположную сторону, а также атаковать специальным оружием. Другая способность Рю — это возможность висеть на трубах или платформах при этом можно пользоваться только вспомогательным оружием. Здоровье Рю отображает шкала, которая при ранении персонажа уменьшается. Если шкала закончится, Рю теряет одну жизнь. Также персонаж теряет жизнь если падает в пропасть или если истекает время, отведённое на прохождение уровня. При этом даётся попытка возобновить игру с начала прерванного уровня. Всего даётся пять жизней. Когда персонаж теряет все жизни, игра заканчивается.
На уровнях игрок может собирать сферы нескольких видов: восстанавливающие силу ниндзя (мана), позволяющие увеличить силу ниндзя, восстанавливающие шесть пунктов шкалы здоровья, дополнительная жизнь, меч «Дух дракона». Существует два вида сфер восстановления силы ниндзя: восстанавливающая силу частично (синяя) и полностью (красная). Основное оружие Рю — меч дракона, и, если игрок берёт сферу, меч дух дракона — версия меча с увеличенным радиусом. Помимо основного оружия, Рю использует вторичное оружие: бросок метательной звёздочки, которая летит вперёд и возвращается назад как бумеранг; бросок огненных шаров, которые летят вверх под углом; бросок огненных шаров, которые летят вниз под углом; бросок вакуумных лезвий, которые одновременно летят вверх и вниз(«техника вакуумной волны»); призыв огненных шаров, которые вращаются вокруг персонажа и уничтожают любого врага при соприкосновении. Использование каждого вида вторичного оружия отнимает определённое количество очков силы ниндзя: если очки кончились или их не хватает, пользоваться вторичным оружием нельзя.
В конце каждого акта есть босс. Каждый босс имеет шкалу здоровья, которая уменьшается при ранении: если шкала заканчивается, Рю побеждает. Первые четыре босса представляют четыре стихии: огонь, воздух, вода и земля.

## Разработка
Директором игры Ninja Gaiden III: The Ancient Ship of Doom был Масато Като. В разработке участвовал создатель серии Ninja Gaiden Хидэо Ёсидзава в роли исполнительного продюсера. Первые две части игры созданы по мотивам мифов Ктулху, а третья часть тяготела к научной фантастике, были добавлены механические враги. Американская версия игры была сложнее, чем японское издание. В американской версии игры враги наносят увеличенный урон. Также в американской версии нет системы паролей, которая есть в японской версии. По словам Като, в Северной Америке были популярны сложные игры, поэтому компания потребовала сделать игру сложнее. В третьей части игры из-за аппаратных ограничений Famicom убран призыв тени ниндзя, который был в Ninja Gaiden II: The Dark Sword of Chaos. Также убран эффект псевдо-3D и бесконечное возрождение противников.
Две предыдущие части игры выходили в Европе под названием Shadow Warriors. Игра не вышла под этим названием. Предыдущие части игры вышли в Европе с задержкой, после того как они появились в Японии и Северной Америке. К тому времени, когда игра могла выйти в Европе, появилось новое поколение консолей. Игра Ninja Gaiden II: The Dark Sword of Chaos закончилась хорошо, поэтому разработчики решили построить сюжет вокруг Фостера и поместить события до второй части игры. Ninja Gaiden III портирована с функциональными ограничениями на портативную консоль Tiger.

## Отзывы и критика
| Иноязычные издания | Иноязычные издания           | Иноязычные издания           |
| Издание            | Оценка                       | Оценка                       |
| Издание            | Atari Lynx                   | NES                          |
| ------------------ | ---------------------------- | ---------------------------- |
| AllGame            | [ 14 ]                       |                              |
| EGM                | 8/6/6/6                      |                              |
| GamePro            | 3,5/4,0/5,0/4,5              | 5/4/5/5/5                    |
| IGN                |                              | 8,0                          |
| Nintendo Power     |                              | 4,1/4,3/4,1/3,9              |
| Награды            |                              |                              |
| Издание            | Награда                      | Награда                      |
| Nintendo Power     | "Best Challenge" (NES), 1991 | "Best Challenge" (NES), 1991 |

В целом игра получила положительные оценки. Обозреватель сайта Nintendo Life раскритиковал сюжет игры, при этом отметил впечатляющие визуальные эффекты, достойную музыку и отличный геймплей. Лукас Томас из IGN писал, что способность призывать тень ниндзи была вырезана из игры, вместо этого появились новые способности. Также Томас отмечает высокую сложность игры.